# عضلة مثلثة

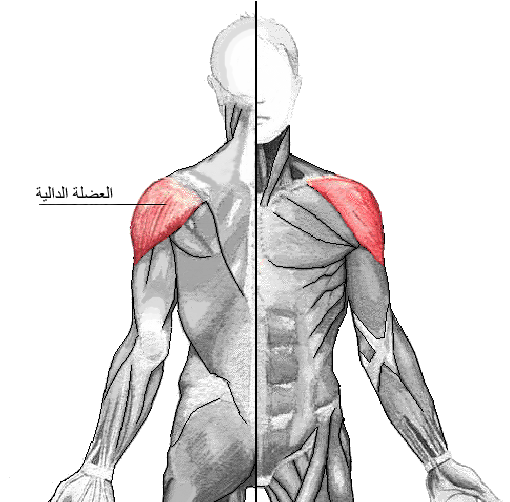
العضلة الدالية

العضلة الدالية أو العضلة المثلثة (باللاتينية: Musculus deltoideus) في علم تشريح الإنسان، هي العضلة التي تُكوّن تدويرة كفاف الكتف. سُميت العضلة الدالية بهذا الاسم نسبةً إلى حرف الدال ذي الشكل المثلث في الأبجدية اليونانية القديمة. تُشكل العضلة الدالية موضع الاتصال بين العضلات.

## منشأ العضلة الدالية
تنشأ على شكل ثلاثة مجاميع من الألياف:
- الألياف الامامية: تبدأ من الحافة الامامية للثلث الوحشي للترقوة

- الألياف الوسطية: تبدأ من الجزء الوحشي العلوي لسطح النَّاتِئُ الأَخْرَمِيّ.
- الألياف الخلفية: تبدأ من الشفة السُفلى للجزء الخلفي لشوكة عظم الكتف ومن الجزء المثلث في الجزء الأُنسي من عظم الكتف.

## مرتكز العَضَلَة الدالية
من هذا المنشأ الشامل للعضلة الدالية، تتلاقى أليافها لتدخل لمَغرز العضلة. الألياف الوسطية تدخل عمودياً وتدخل الامامية بصورة مائلة إلى الخلف وإلى الجانب الوحشي من المغرز، اما الألياف الخلفية فتدخل بصورة مائلة إلى الامام وإلى الجانب الوحشي من المغرز. تتجمع هذه الألياف مُشكلة وتراَ واحداَ الذي ينغرز في الجزء الوسطي من الجزء الوحشي للأُحْدوبَةُ الدَّالِيَّةُ للعَضُدِي التي علّى شكل الحرف اللاتيني V، الذي تُعطي العضلة بعض التوسع للفافَة العميقة للذراع.ُ

## التزويد بالأعصاب
يزود هذه العضلة العَصَبُ الإِبْطِيّ وإلى حد ما عصب فَوقَ التَّرْقُوة أيضاَ.

## وظيفة العضلة الدالية
الألياف الامامية: تقوم الألياف الامامية للعضلة الدالية بتَبْعيد الكتف إذا كان في وضعية التدوير. تكون الألياف الامامية للعضلة الدالية ضعيفة عند حركة الانقباض المُستعرض ولكن تُساعد العَضَلَةُ الصَّدْرِيَّةُ الكُبْرَى والكتف في الانقباض المُستعرض.
الألياف الخارجية: تقوم الألياف الخارجية للعضلة الدالية بالإرخاء المُستعرض بالأخص ان العَضَلَةُ الظَّهْرِيَّةُ العَرِيْضَة ضعيفة في عملية الإرخاء المُستعرض.
الألياف الوحشية: تقوم الألياف الوحشية للعضلة الدالية بتَبْعيد الكتف وانقباضهُ عند وضعية التدوير الداخلي وتقوم أيضاً بحركة تبعيد الكتف المُستعرضة.

## صور إضافية

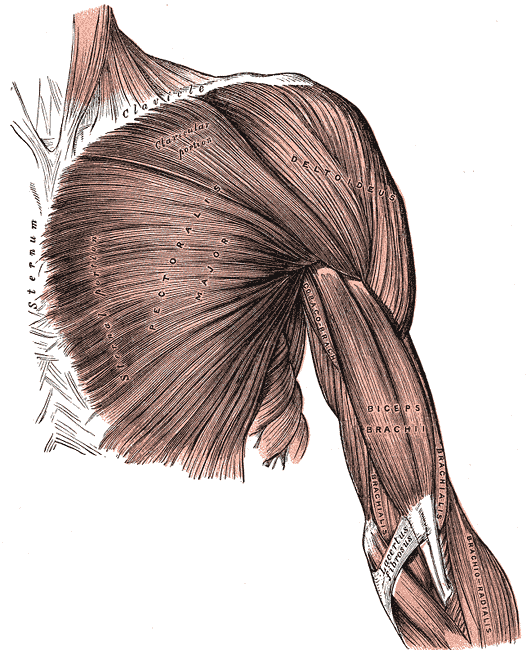
العضلات السطحية (غير العميقة) لمنطقتي الصدر و مقدمة الذراع.
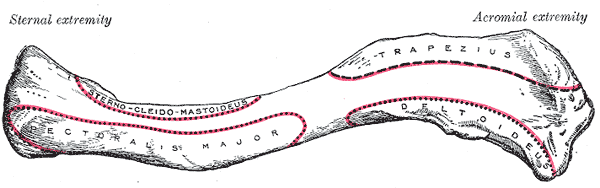
الترقوة اليسرى. السطح العلوي.
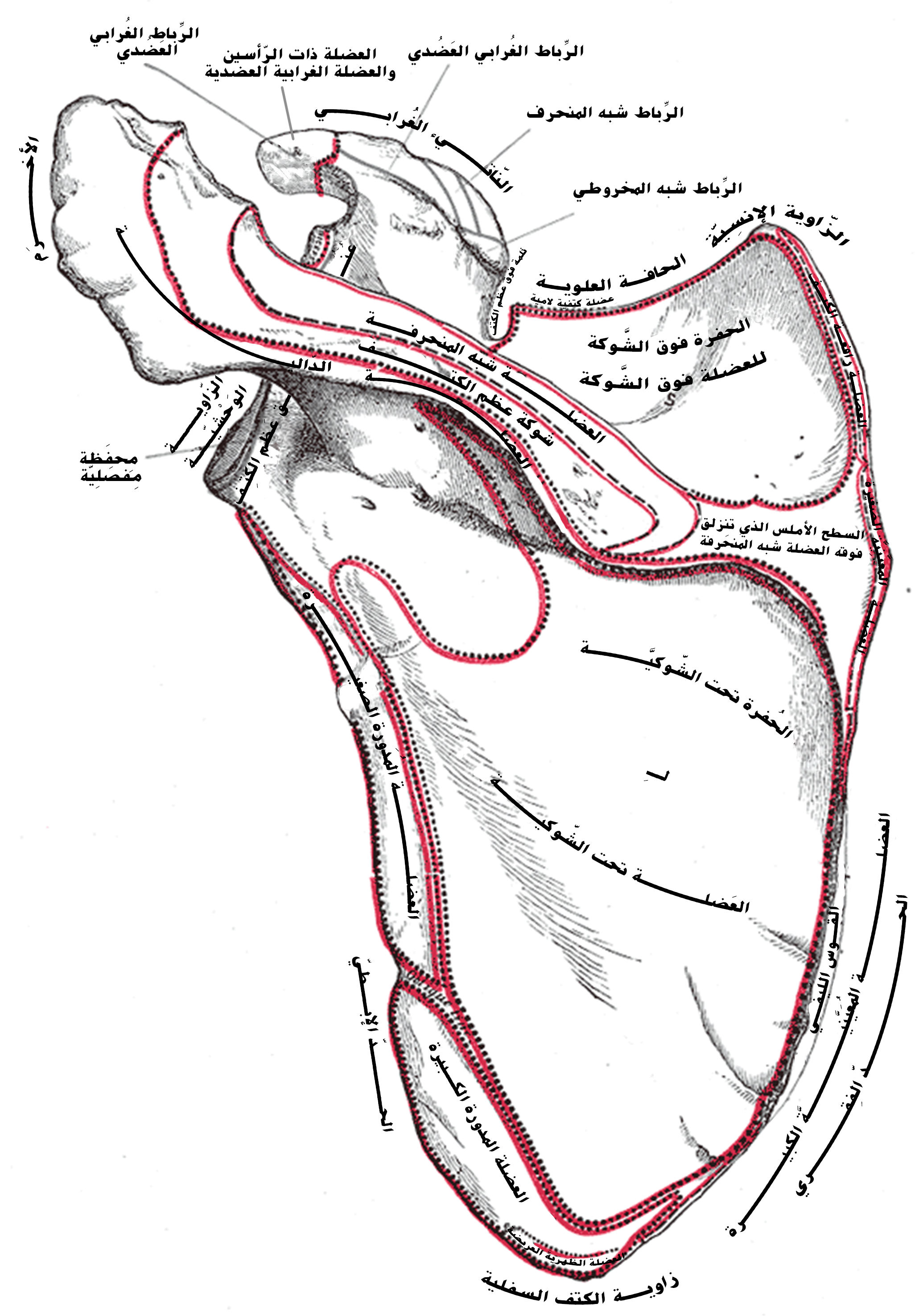
لوح الكتف  الأيسر. السطح الظهري (الخلفي).
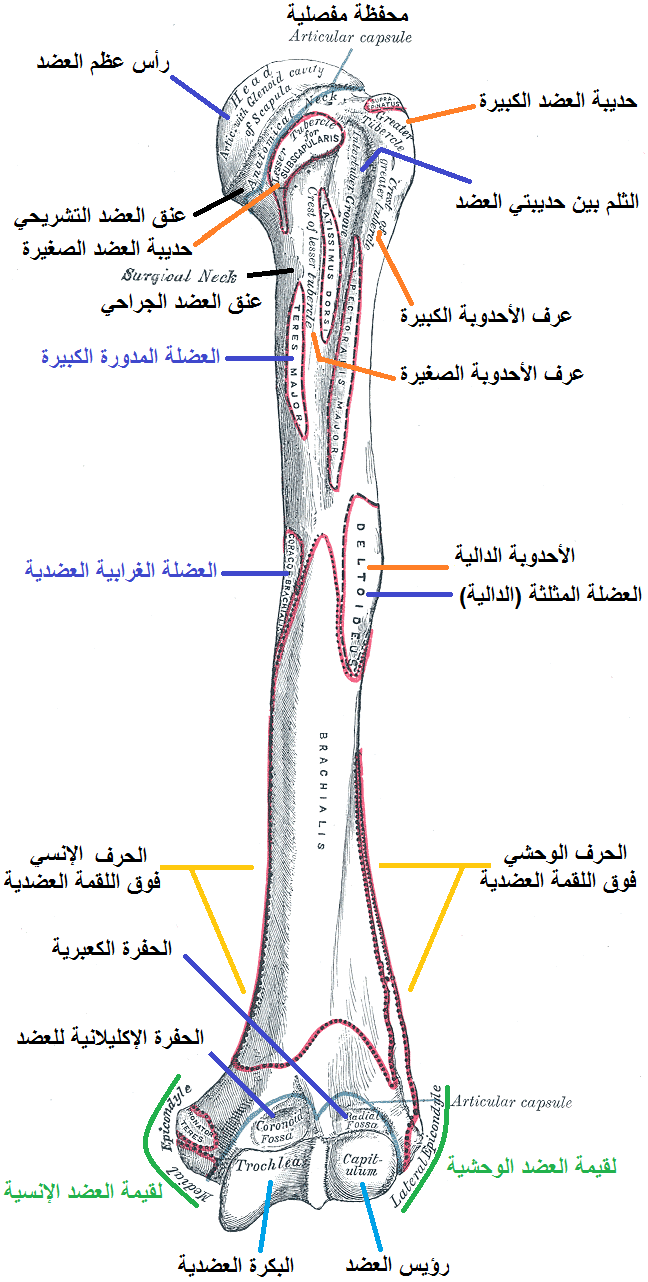
عظمة العضد اليسرى.رؤية أمامية.
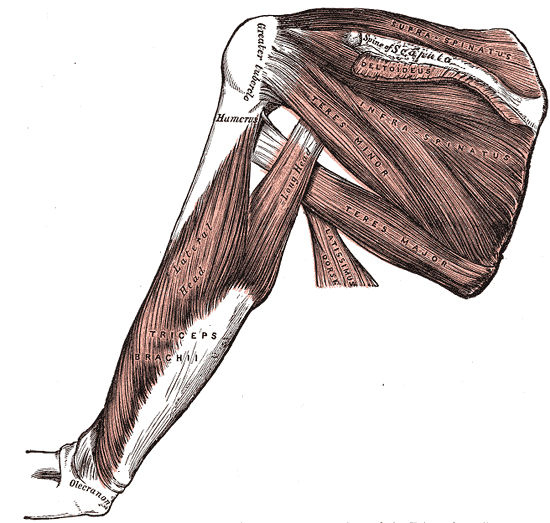
عضلات السطح الظهري (الخلفي) للوح الكتف و العضلة ثلاثية الؤوس العضدية.
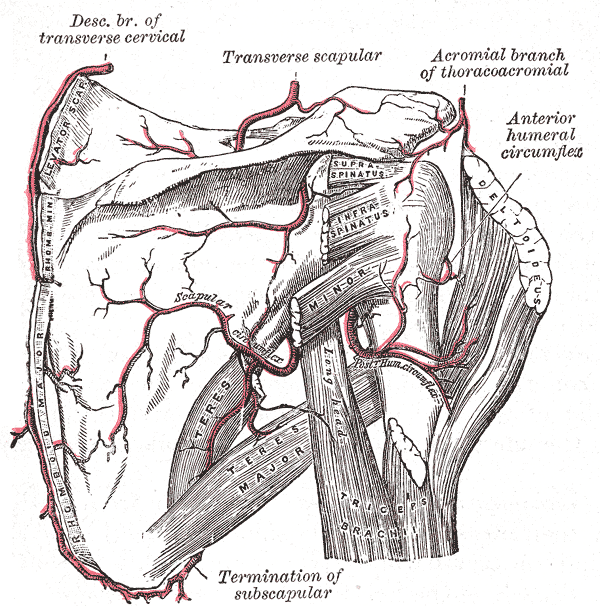
شرايين لوح الكتف و الشرايين المنحنية.
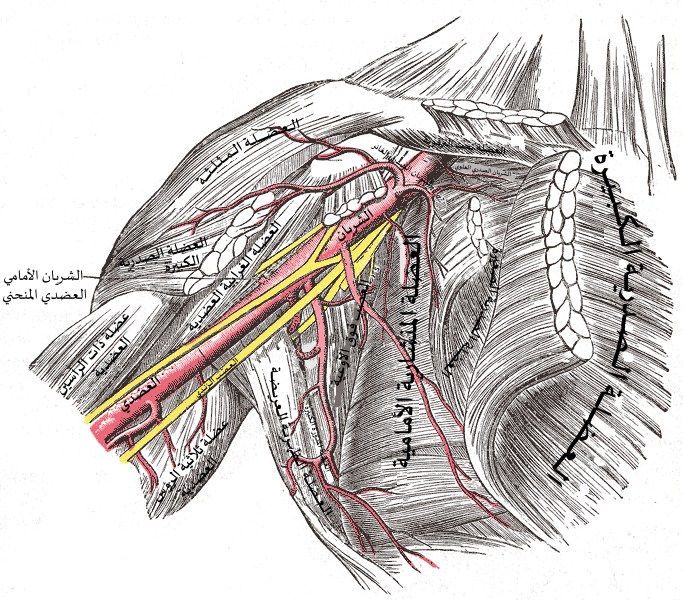
الشريان الإبطي و فروعه.
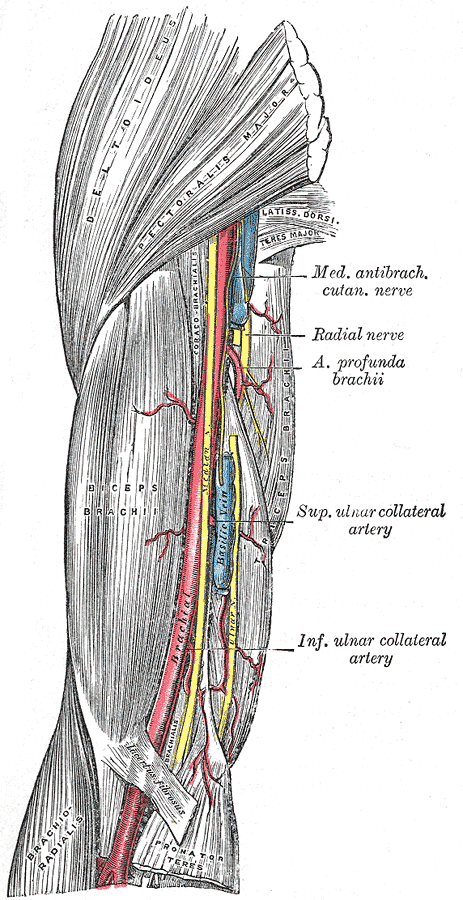
الشريان العضدي.
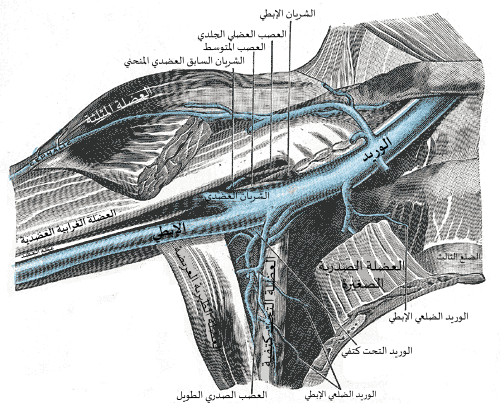
أوردة الإبط الأيمن كما تظهر من الأمام.
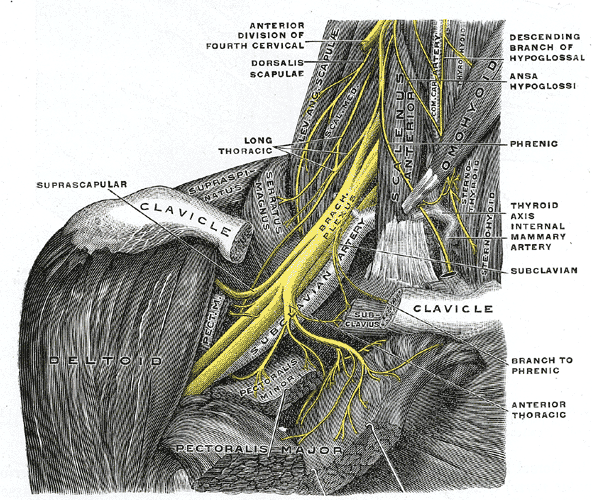
الشبكة العصبية العضدية  المتحابكة مع فروعها القصيرة كما تظهر من الأمام.
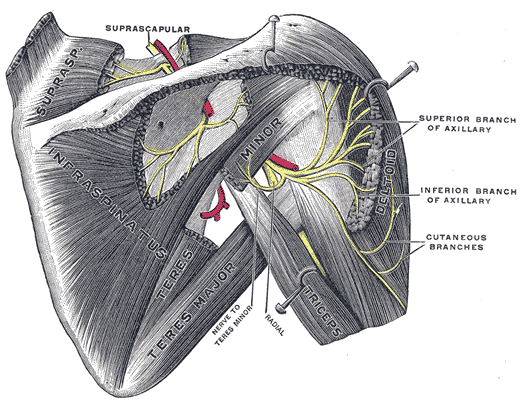
الأعصاب فوق اللوحية (فوق لوح الكتف) و الأعصاب الإبطية للجانب الأيمن للجسم كما تظهر من الخلف.
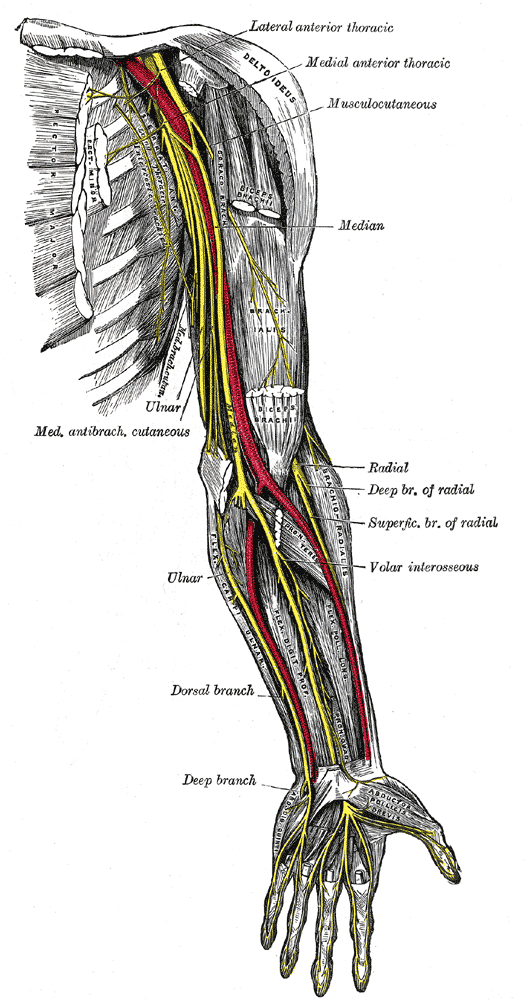
أعصاب الطرف العلوي.
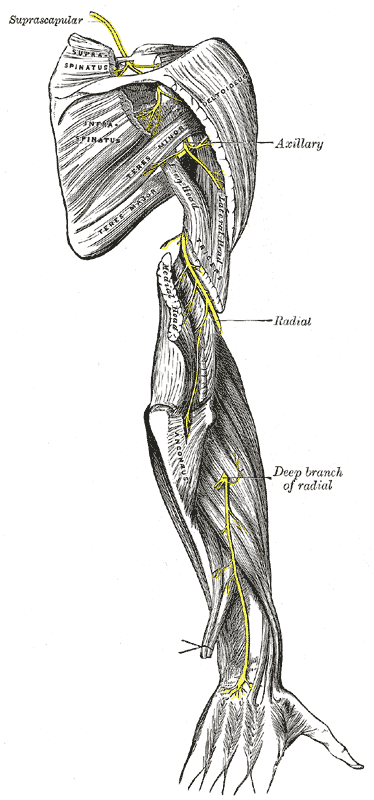
الأعصاب فوق اللوحية (فوق لوح الكتف) و الأعصاب الإبطية و الكعبرية.
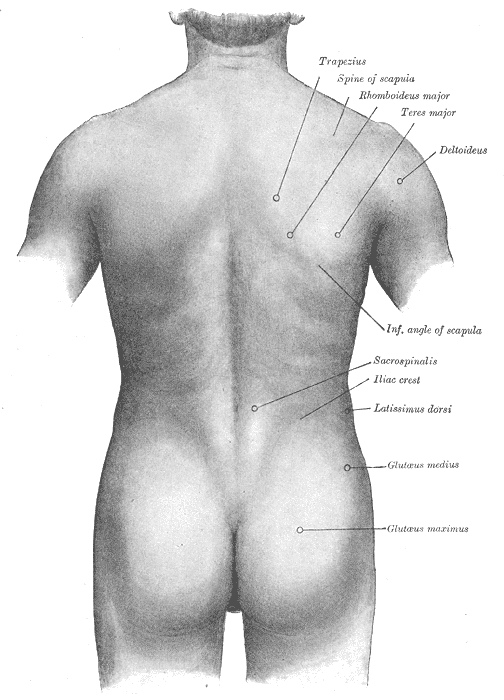
التشريح السطحي للجزء الخلفي من الجسم.

## وصلات خارجية
- -691011507 في مفكرة المُمارِس العام
- المنشأ والمرتكز والتعصيب للعضلة على موقع مدرسة طب شيكاغو ستيرتش في جامعة ليولا
- صور تشريحية:03:03-0103 في مركز داونستيت الطبي التابع لجامعة نيويورك
- Muscles/DeltoidPosterior at exrx.net
- Muscles/DeltoidAnterior at exrx.net
- Muscles/DeltoidLateral at exrx.net